# 黃文華
黃文華（1975年11月16日—），台灣新聞主播。曾任EBC東森超視節目《請你跟我這樣過》、《超級研究事》主持人、東森新聞台《聚焦關鍵》關鍵時刻 週末版主持人。現任東森新聞台主播。

## 家庭
2006年3月，黃文華在公關公司春酒會場上認識林昆鋒，經過一段時間的交往後，林昆鋒在9月主動向黃文華求婚。2007年1月8日，林昆鋒前往新竹市迎娶黃文華，並於新竹國賓大飯店完成訂婚。2007年1月20日，兩人在台北華漾飯店結婚宴客。現育有二子一女。

## 學歷
- 文化大學新聞系。[1]
- 國立新竹女中
- 新竹市東園國小[5]

## 經歷
- 台北TV記者、主播。
- 東森新聞台記者、主播、主持人。
- 東森新聞S台主持人。
- 東森超視《請你跟我這樣過》節目主持人。
- 東森新聞台《聚焦關鍵》關鍵時刻 週末版主持人。
- 東森超視《超級研究事》主持人。

## 簡歷
- 2019年9月中旬，曾因身體狀況暫離主播台一個月。
- 2019年10月15日起，回歸東森新聞台播報。
- 2019年12月28日、2020年1月4日，曾主持「決戰2020•選前超級星期六」《關鍵時刻》週末版。
- 2020年1月20日-2020年10月2日，曾任東森新聞台《關鍵時刻》代班主持人。
- 2019年12月21日-2021年2月6日，曾主持東森新聞台《聚焦關鍵》關鍵時刻 週末版主持人。
- 2020年8月15日，擔任東森新聞台《高雄市長補選開票特別報導》訪談、開票主持人。
- 2020年11月4日，擔任東森新聞台『川普拚連任．看透美中台』《美國大選開票特別報導》訪談、開票主持人。
- 2021年8月30-2021年12月3日，曾主持EBC東森超視週一到週五晚間8點，全新零時差、互動零距離節目《超級研究事》。
- 2022年11月26日，擔任東森新聞台下午14：00～15：30《2022決戰九合一科技開票看東森．選戰最熱話題》訪談主持人。

## 公益活動
- 2018東森傳愛 聽見愛的聲音。[6]
- 2022東森傳愛 台東慢飛天使助飛計畫『疫情不能阻隔愛．慢飛天使需要你』

## 出版作品

### 著作
| 年份      | 書名                                         | 作者   | 出版社   | ISBN               |
| 2014年4月 | 《別當沒時間爸媽！主播媽媽黃文華愛孩子30招》 | 黃文華 | 時報文化 | ISBN 9789571359465 |

## 外部連結
- 主播 黃文華的Facebook專頁
- 黃文華的Instagram帳戶